# Сабанджія
Сабанджія (рум. Sabangia) — село у повіті Тулча в Румунії. Входить до складу комуни Сарікіой.
Село розташоване на відстані 228 км на схід від Бухареста, 23 км на південь від Тулчі, 91 км на північ від Констанци, 83 км на південний схід від Галаца.

## Населення
За даними перепису населення 2002 року у селі проживали 626 осіб, з них 625 осіб (99,8%) румунів. Рідною мовою 625 осіб (99,8%) назвали румунську.